# NHL 23
《NHL 23》是一款由EA温哥华开发并由EA Sports发行的冰球模拟游戏。这是NHL游戏系列的第32部，于2022年10月14日在PlayStation 4、PlayStation 5、Xbox One和Xbox Series X/S上发布。

## 新的功能
EA SPORTS宣布了在《NHL 23》中推出的一系列功能，包括游戏玩法更新、HUT增加女性球员，以及一些备受期待的赛季变化。
除了许多其他要求的功能外，玩家可在同代平台间進行跨平台遊玩。